# Krasnosnamenskoje (Kaliningrad, Bagrationowsk)
Krasnosnamenskoje (russisch Краснознаменское, deutsch Dollstädt, auch: Vogelsang, Kreis Preußisch Eylau) ist der gemeinsame Name zweier ehemals eigenständiger Orte in der russischen Oblast Kaliningrad, die zur Landgemeinde Dolgorukowskoje im Rajon Bagrationowsk gehören.

## Geographische Lage
Krasnosnamenskoje liegt nördlich des Flüsschens Pasmar (russisch: Maiskaja) und ist von Bagrationowsk (Preußisch Eylau) 13 Kilometer entfernt. Innerorts treffen sich zwei Nebenstraßen, die Bagrationowsk mit Slawskoje (Kreuzburg) und der russischen Fernstraße R 516 (ehemalige Reichsautobahn Berlin–Königsberg („Berlinka“)) bzw. Niwenskoje (Wittenberg) und Wladimirowo (Tharau) mit Pogranitschnoje (Hussehnen) und Bogatowo (Rositten) im russisch-polnischen Grenzgebiet verbinden.
Die nächste Bahnstation ist Strelnja Nowaja (Schultitten, bis 1945 hieß die Station Schrombehnen, heute russisch: Moskowskoje) an der Bahnstrecke von Kaliningrad (Königsberg) nach Bagrationowsk (Teilstück der ehemaligen Ostpreußischen Südbahn).

## Geschichte

### Bis 1945

#### Dollstädt
Der früher Dollstädt genannte Ort geht in seiner Gründung auf die Zeit um 1340/1350 zurück. Im Jahre 1874 wurde Dollstädt in den neu errichteten Amtsbezirk Penken (heute russisch: Podgornoje, 1930 umbenannt in „Amtsbezirk Seeben“ (russisch: Gruschewka, danach: Podgornoje)) eingegliedert und gehörte bis 1945 zum Landkreis Preußisch Eylau im  Regierungsbezirk Königsberg der preußischen Provinz Ostpreußen. Im Jahre 1910 zählte Dollstädt 180 Einwohner.
Am 30. September 1928 wurden die Vorwerke Dollstädt und Zwangshof (russisch: Lugowoje) aus dem Gutsbezirk Penken (Podgornoje) in die Landgemeinde Dollstädt umgegliedert. Die Einwohnerzahl belief sich 1933 auf 284 und betrug 1939 bereits 296.
Infolge des Zweiten Weltkrieges kam Dollstädt mit dem nördlichen Ostpreußen zur Sowjetunion und erhielt 1946 die russische Bezeichnung „Krasnosnamenskoje“.

#### Vogelsang
Der einst Vogelsang genannte Ort bestand vor 1945 eigentlich nur aus einem großen Hof. Er liegt nur einen Kilometer von Dollstädt entfernt und wurde um 1848 gegründet. Bis zum 24. März 1860 hieß der Siedlungsplatz „Abbau Thümmel“. Vogelsang wurde Ortsteil der Gemeinde Sollau (heute russisch: Krasnoarmeiskoje, bis 1927 in Adlig Sollau bzw. Königlich Sollau unterteilt) und war in den Amtsbezirk Kilgis (russisch auch: Krasnoarmeiskoje, früher: Saretschje) eingegliedert. Dieser gehörte bis 1945 zum Landkreis Preußisch Eylau im Regierungsbezirk Königsberg der preußischen Provinz Ostpreußen.
Wie Dollstädt kam auch Vogelsang 1945 zur Sowjetunion und erhielt ebenso wie das Nachbardorf den russischen Namen „Krasnosnamenskoje“.

### Seit 1946

#### Krasnosnamenskoje
Die aus den Orten Dollstädt und Vogelsang unter dem Namen Krasnosnamenskoje vereinigte Ortschaft war bis zum Jahre 2008  in den Dorfsowjet bzw. Dorfbezirk Puschkinski eingegliedert. Seither ist der Ort aufgrund einer Struktur- und Verwaltungsreform eine als „Siedlung“ (russisch: possjolok) eingestufte Ortschaft innerhalb der Landgemeinde Dolgorukowskoje.

## Kirche

### Pfarrkirche
Eine erste Kirche entstand in Dollstädt in der Mitte des 14. Jahrhunderts und wurde wohl im Krieg 1414 zerstört. Danach errichtete man einen einfachen, chorlosen Backsteinbau auf Feldsteinfundamenten. Dieser Bau wurde 1472 bereits urkundlich erwähnt. Im Jahre 1742 ist eine umfassende Renovierung dokumentiert.
Im Jahre 1945 trug das Kirchengebäude nur wenige Beschädigungen am Dach davon. Sie diente dann noch den verbliebenen Deutschen bis zu deren Ausweisung im Jahre 1948 als Gotteshaus. Danach verfiel sie zunehmend und wurde in der ersten Hälfte der 1980er Jahre vom Militär gesprengt, um Baumaterial zu gewinnen.

### Kirchengemeinde
Dollstädt war schon in vorreformatorischer Zeit ein Kirchdorf. Im Jahre 1528 sollte es eigentlich nach Kreuzburg (heute russisch: Slawskoje) geschlagen werden, doch zerschlugen sich diese Pläne. Früher zur Inspektion des Königsberger Oberhofpredigers zugehörig war Dollstädt dann bis 1945 in den Kirchenkreis Preußisch Eylau (Bagrationowsk) innerhalb der Kirchenprovinz Ostpreußen der Kirche der Altpreußischen Union eingegliedert.
Der Nachbarort Vogelsang gehörte vor 1945 nicht zum Kirchspiel Dollstädt, sondern war dem Pfarrsprengel Kreuzburg (Slawskoje) zugeordnet.
In der Zeit der Sowjetunion war kirchliches Leben aufgrund staatlicher Restriktionen nicht möglich. Erst in den 1990er Jahren bildeten sich in der Oblast Kaliningrad wieder evangelische Gemeinden. Die Krasnosnamenskoje am nächsten liegende ist die Dorfkirchengemeinde in Gwardeiskoje (Mühlhausen). Sie ist Filialgemeinde der Auferstehungskirche in Kaliningrad (Königsberg) innerhalb der Propstei Kaliningrad der Evangelisch-lutherischen Kirche Europäisches Russland (ELKER).

### Kirchspielorte (bis 1945)
Zum Kirchspiel Dollstädt gehörten bis 1945 neben dem Pfarrort Dollstädt zwölf Orte:
| Deutscher Name | Russischer Name |  | Deutscher Name                      | Russischer Name |
| -------------- | --------------- |  | ----------------------------------- | --------------- |
| Groß Park      | Gussewo         |  | Posmahlen                           | Puschkino       |
| Kattlack       | Podgornoje      |  | Schrombehnen                        | Moskowskoje     |
| Klein Park     | Lugowoje        |  | Seeben zwischenzeitlich: Gruschewka | Seeben          |
| Neu Posmahlen  | Sewerjanka      |  | Sophienberg                         | Sewerjanka      |
| Neu Sollau     | Salessje        |  | Waldkeim                            | Walki           |
| Penken         | Podgornoje      |  | Zwangshof                           | Lugowoje        |

### Pfarrer (bis 1945)
In Dollstädt amtierten von der Reformation bis zum Jahre 1945 22 evangelische Geistliche:
| - George Chönitius, 1577/1579 - Heinrich Haltermann, bis 1621 - Joachim Neresius, 1621–1670 - Johann Philipp Hambach, 1670–1672 - Bernhard Stöter, 1672–1685 - Christoph Zeidler, 1685–1691 - Christoph Albrecht Marquardt, 1691–1711 - Christian Heinrich Gasser, 1712–1728 - Johann Jungius, 1728–1747 - Johann Grap, 1748–1754 - Johann Peter Nesch, 1755–1776 | - Theodor Gotthard Fischer, 1777–1813 - Friedrich Ferdinand Wenetzki, 1813–1822 - Johann Gottlieb Liedtke, 1822–1860 - Johann Karl Leopold Götz, 1860–1874 - Emil Karl Johann Niebios, 1874–1889 - Paul Ernst Albert Nietzki, 1889–1901 - Adol Mallée, 1901–1909 - Otto Bruno Ludwig Zippel, 1909–1910 - Martin Matz, 1910–1918 - Martin Christian Krüger, 1918–1922 - Herbert Wensky, 1922–1945 |

## Persönlichkeit des Ortes

### Söhne und Töchter
- Konrad Gottlieb Marquardt (1694–1749), Mathematiker, Philosoph und Hochschullehrer

### Mit dem Ort verbunden
- Johann Karl Leopold Götz (1833–1903), 1860–1874 Pfarrer in Dollstädt, deutscher lutherischer Theologe